# Ivette Sosa
Ivette Maritza Sosa, född 15 september 1976, är en amerikansk musiker och skådespelare. Hon föddes i Perth Amboy i New Jersey, men flyttade sedan till Edison, New Jersey, USA. Hon blev medlem i Eden's Crush efter att hon vann amerikanska versionen av Popstars.